# Spigelia andersonii
Spigelia andersonii är en tvåhjärtbladig växtart som beskrevs av Francisco Javier Fernández Casas. Spigelia andersonii ingår i släktet Spigelia och familjen Loganiaceae. Inga underarter finns listade i Catalogue of Life.